# 布尔诺教堂列表
大多数布尔诺教堂属于罗马天主教，其他多数属于新教。此外，还有一座犹太会堂和一座清真寺。以下将布尔诺分为三个部分：市中心（旧城墙以内），早期郊区（从19世纪50年代后，到第一次世界大战），以及第一次世界大战后发展的新郊区。 

## 市中心

### 天主教
- 圣伯多禄圣保禄主教座堂

– 在彼得罗夫山，18世纪时从哥特式改建为巴洛克式，后来部分重建为新哥特式风格，1905年建起高81米的双塔；1777年起成为主教座堂
- 圣弥额尔教堂

– 在多明我会广场（Dominikánské náměstí），17世纪巴洛克教堂，1780年代以前属于多明我会，1905年至1950年属于贖世主會（Redemptorists）；部分前修道院建筑用作新市政厅（Nová radnice） 
- 圣十字教堂

– 嘉布遣会教堂，17世纪巴洛克建筑，教堂地下室是一个独特的空气循环系统，使掩埋的尸体木乃伊化
- 圣玛利亚玛达肋纳堂

– 1650年代巴洛克教堂，属于方济各会，此处原为一座犹太会堂，15世纪驱逐犹太人后关闭；方济各会驻扎此处直到1780年代；后来教堂（和毗邻修道院）属于至圣圣事团体”（Congregation of the Blessed Sacrament）（1912年至1950年），自1991年属于 Congregatio Fratrum Sanctissimi Sacramenti
- 圣若瑟教堂

– 前吳甦樂修女會（Ursuline）教堂，现在关闭 
- 圣若望教堂与劳莱托小堂

– 圣若望教堂，中世纪为方濟小兄弟會（Minorite）修道院的一部分；原为哥特式教堂，在1720年代到1730年代重建为巴洛克风格，这时在教堂旁边修建了劳莱托小堂和圣阶
- 圣母升天教堂

– 一座巴洛克教堂，属于耶稣会，一所16/17世纪耶稣会大学仅存的残迹，室内局部为18世纪遗物    
- 圣雅各伯教堂

– 原是布尔诺非斯拉夫居民的本堂区，建于14至16世纪，以哥特式风格为主，尖顶高92米（捷克共和国第7高建筑，布尔诺最高建筑）。
- 圣多默教堂

– 巴洛克教堂，有宏伟的立面，从1665年至1675年建在三十年战争中损坏的哥特式教堂原址；1350年成为奥斯定会修道院的一部分，计划作为摩拉维亚统治者的埋藏地点（玛格雷夫·约布斯特葬于此处）；1780年代奥斯定会修道院迁往布尔诺旧城。

### 新教和东正教
- 夸美纽斯教堂

– 在19世纪60年代建造，新哥特式风格，二战后驱逐德国人之前属于说德语的新教徒
- 伯利恒教堂

– 建于19世纪，属于说捷克语的新教徒
- 圣瓦茨拉夫东正教教堂

– 1930年至31年建在Špilberk山脚下

### 图片

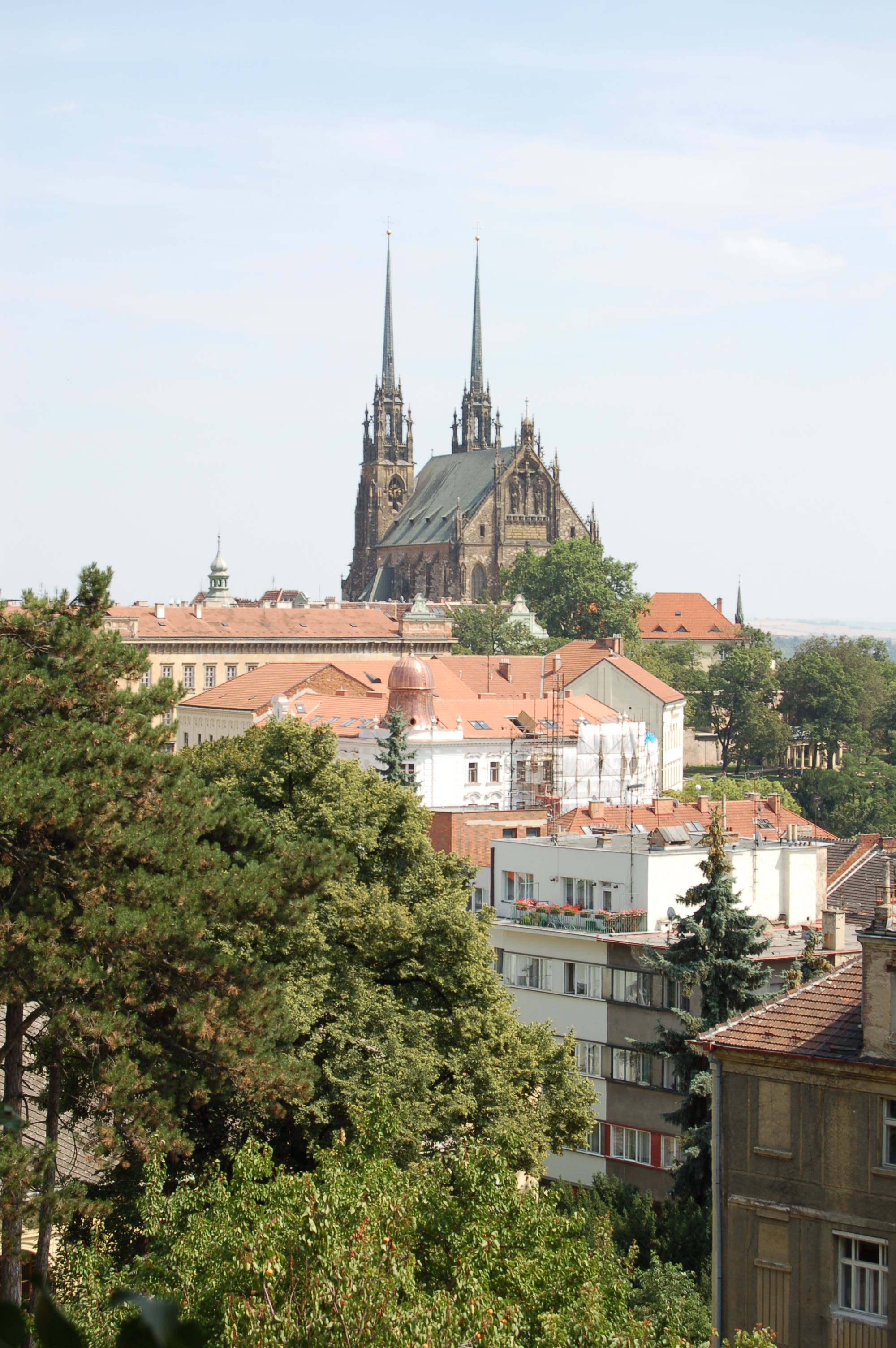
圣伯多禄圣保禄主教座堂
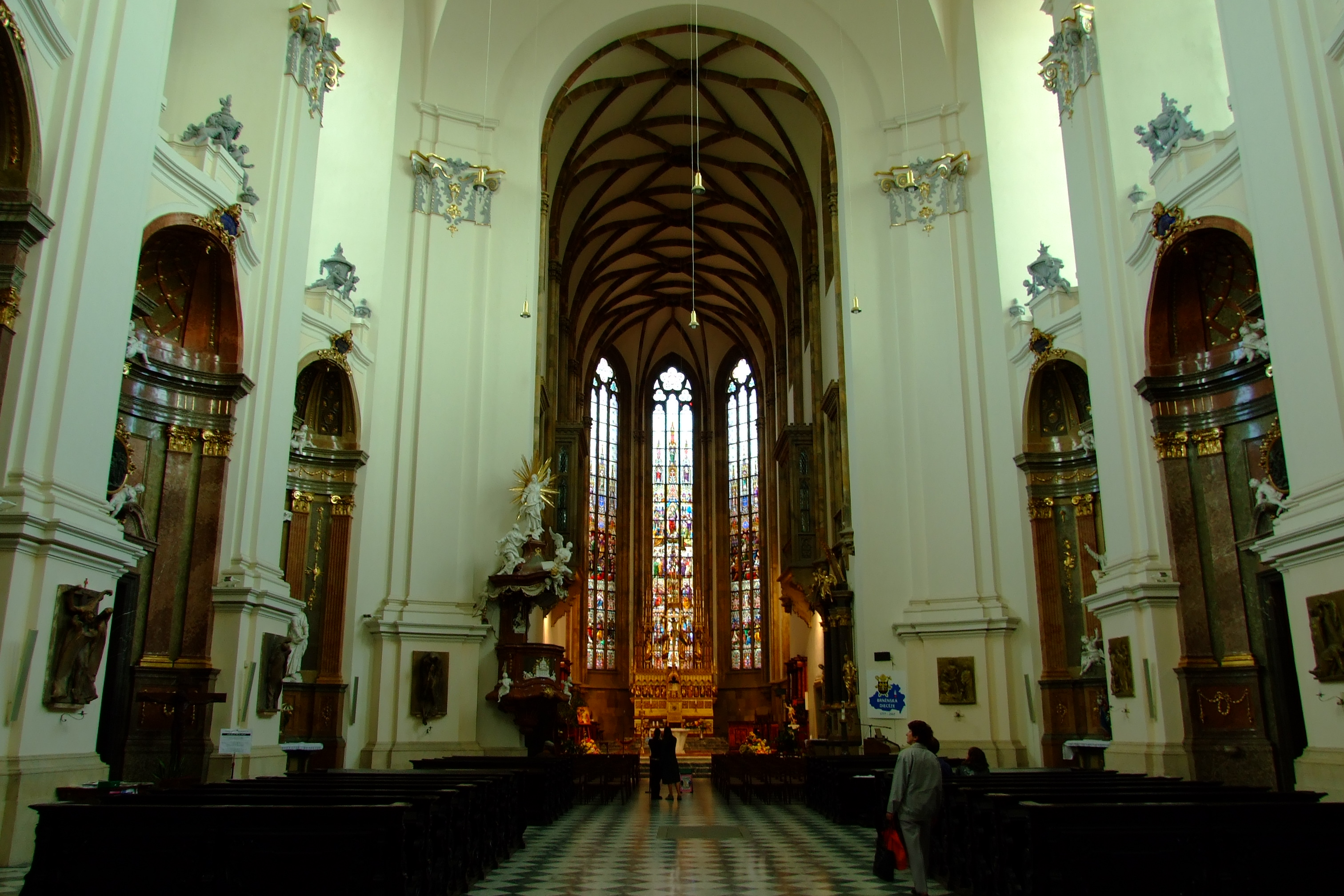
圣伯多禄圣保禄主教座堂内部
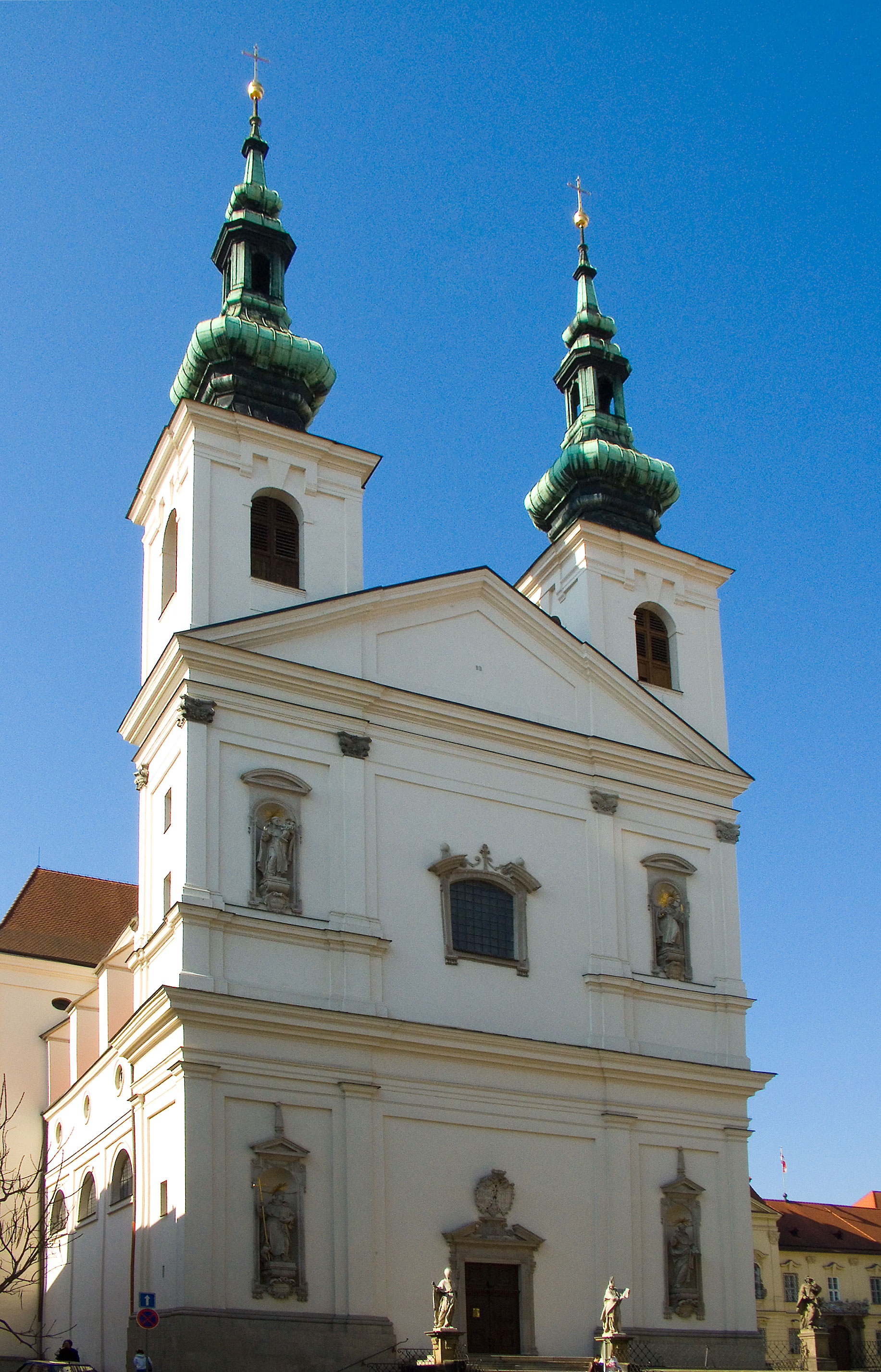
圣弥额尔教堂
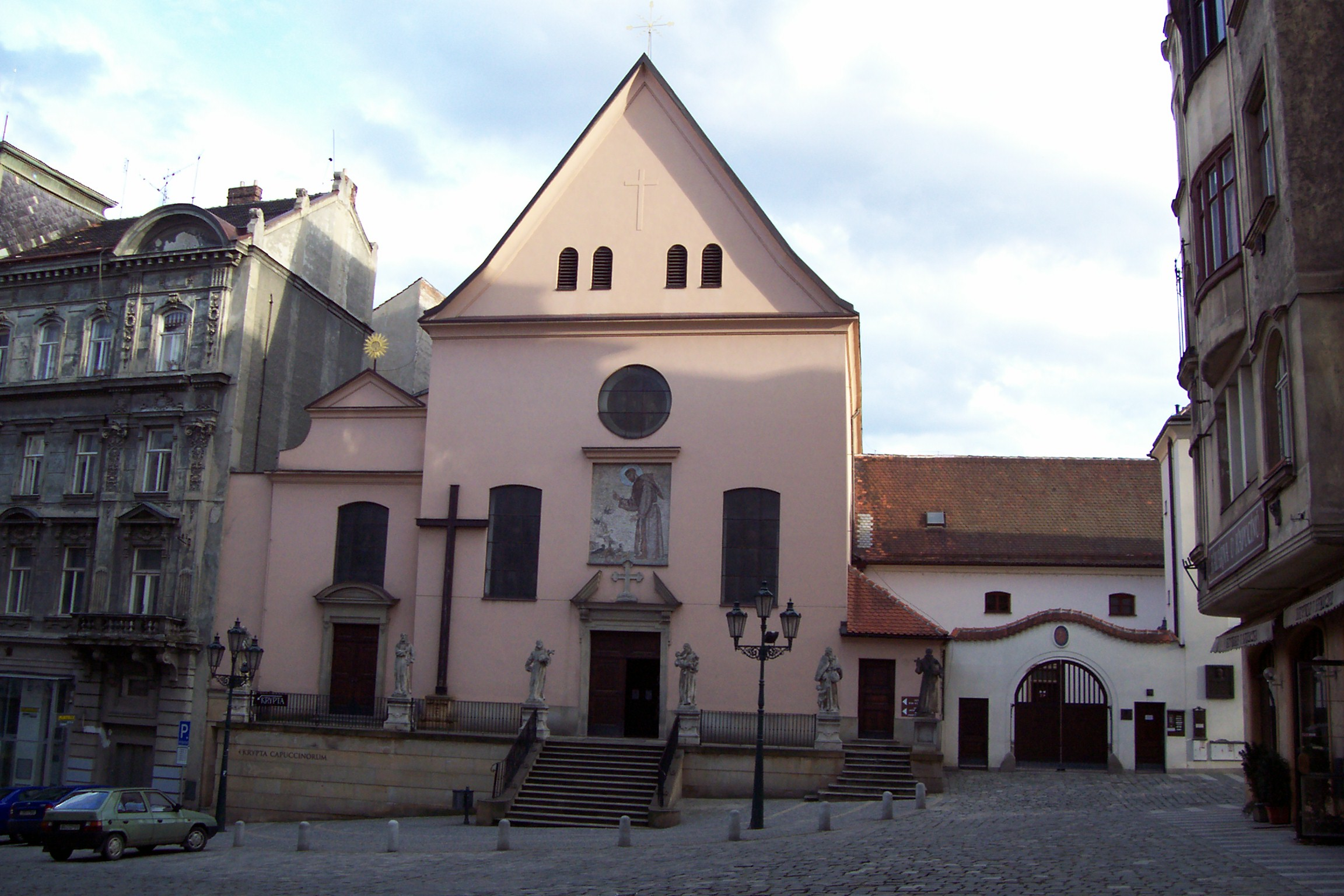
嘉布遣会教堂
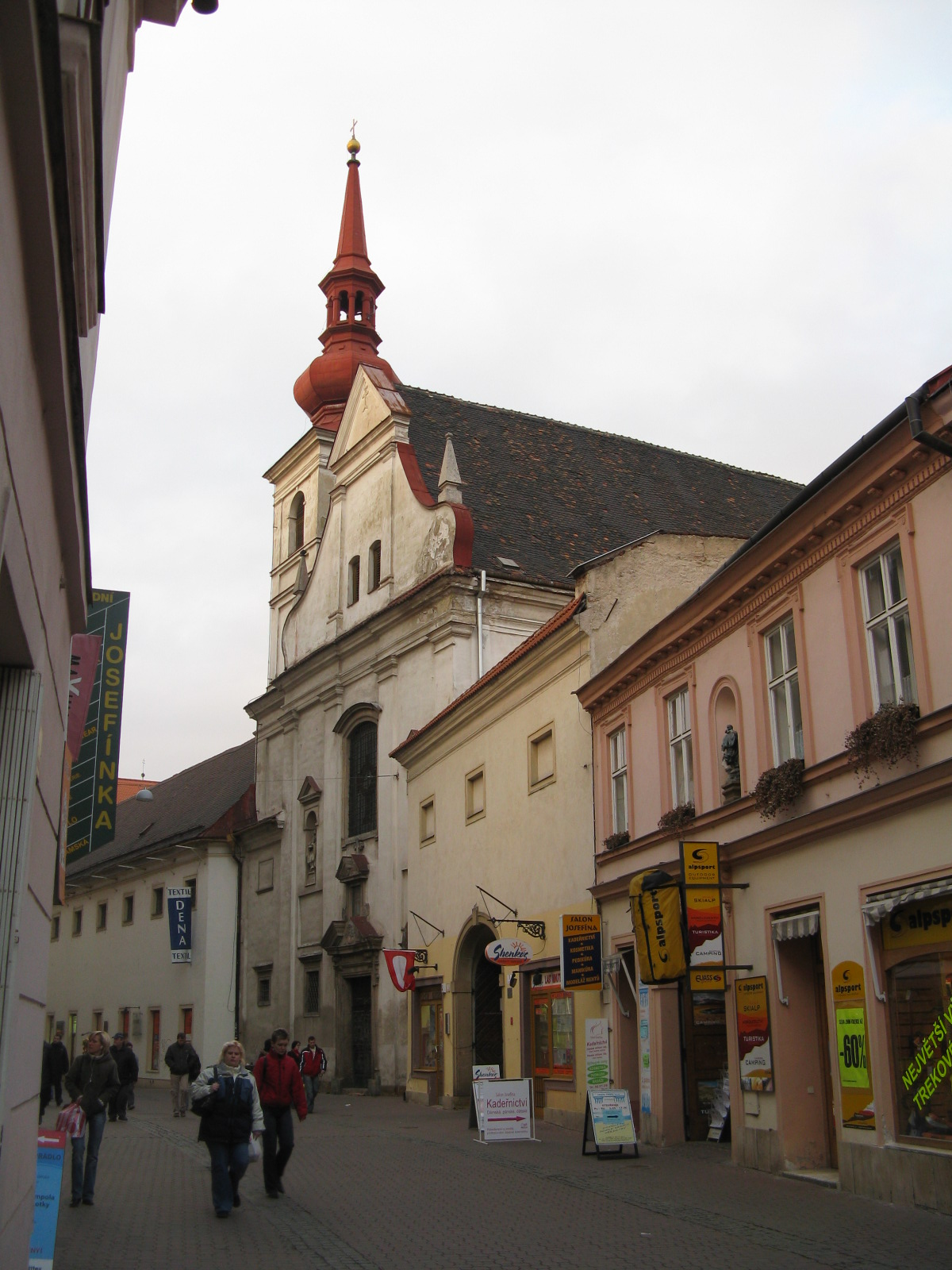
圣若瑟教堂
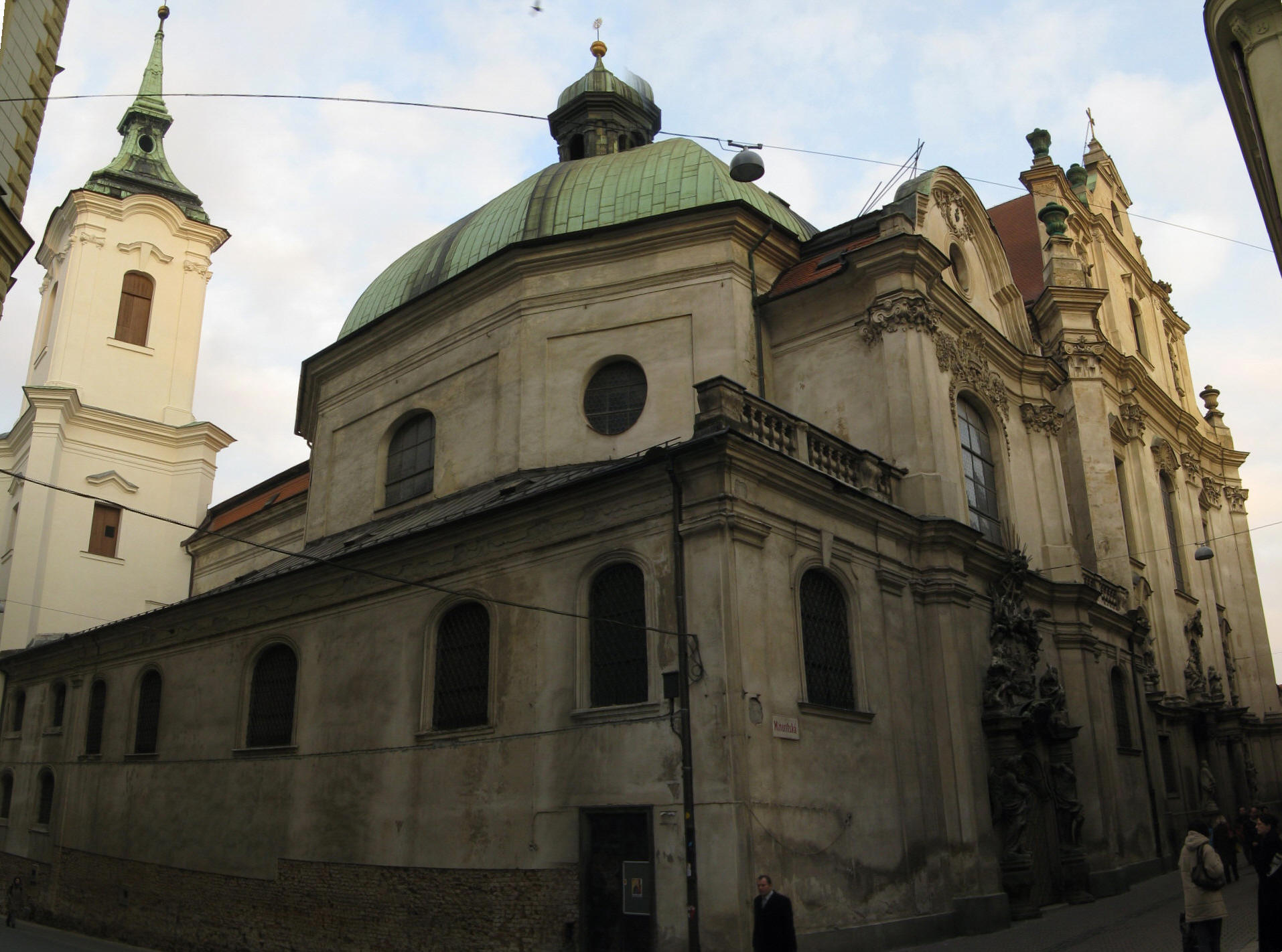
方濟小兄弟會教堂和劳莱托小堂
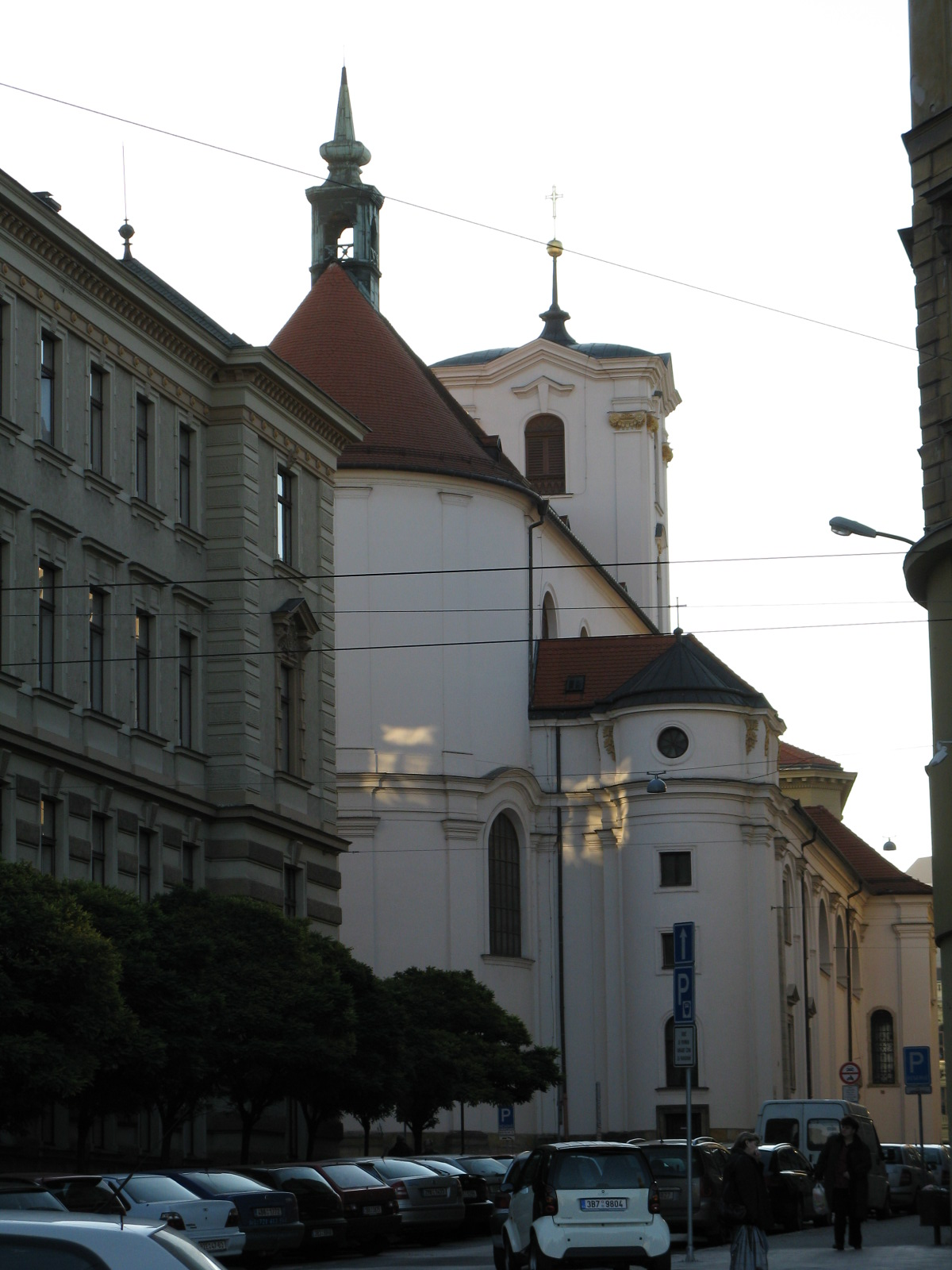
耶稣会教堂
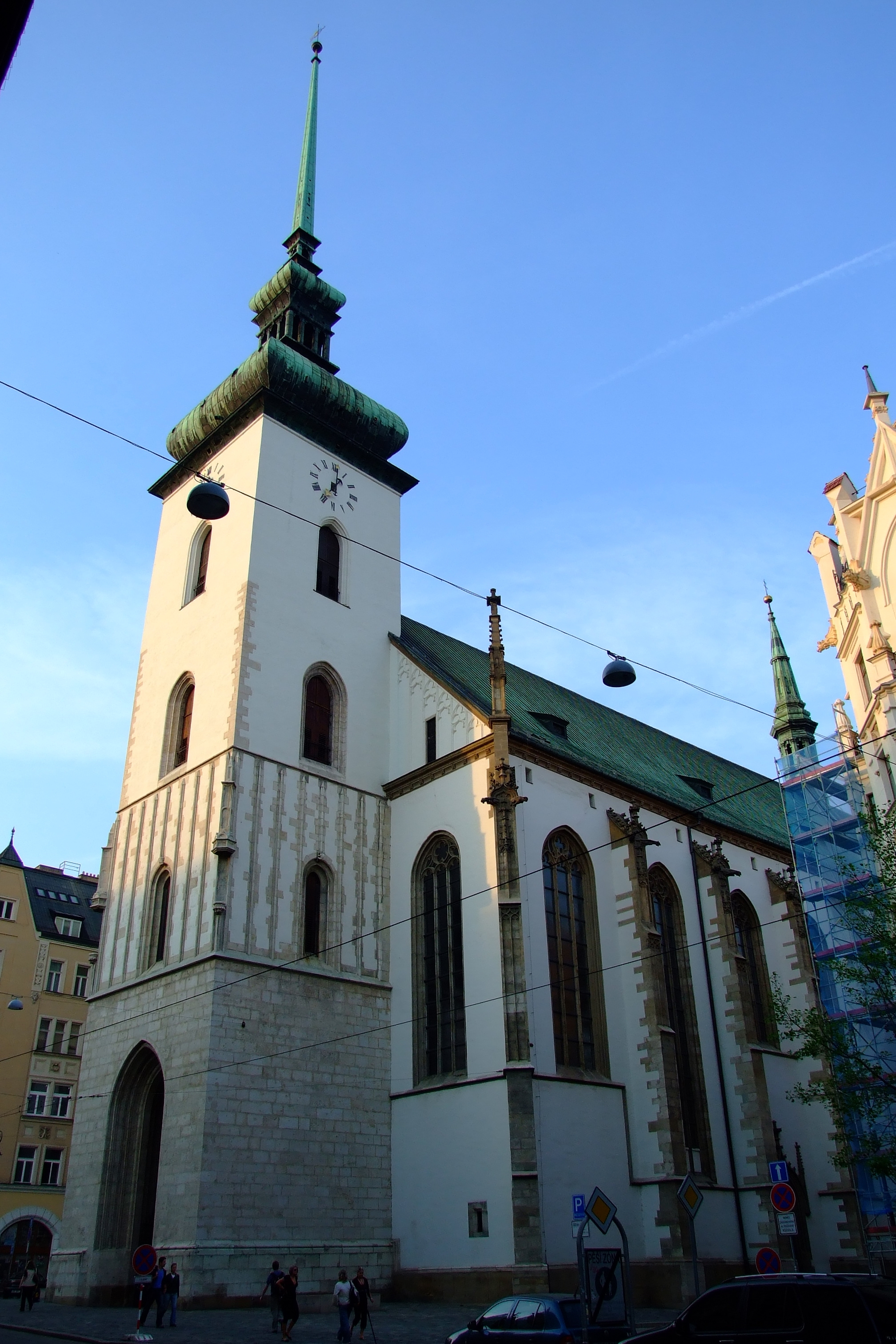
圣雅各伯教堂
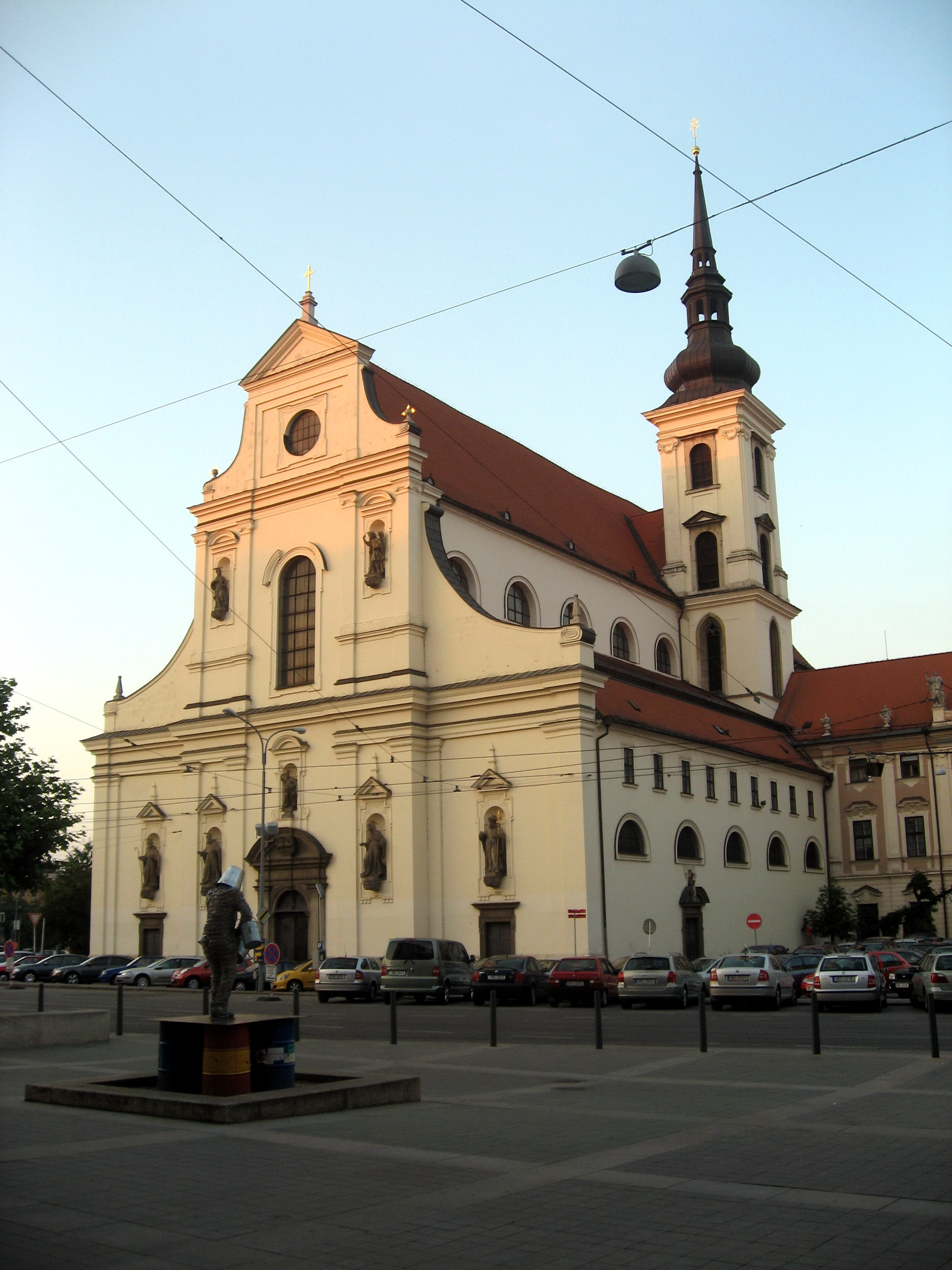
圣多默教堂
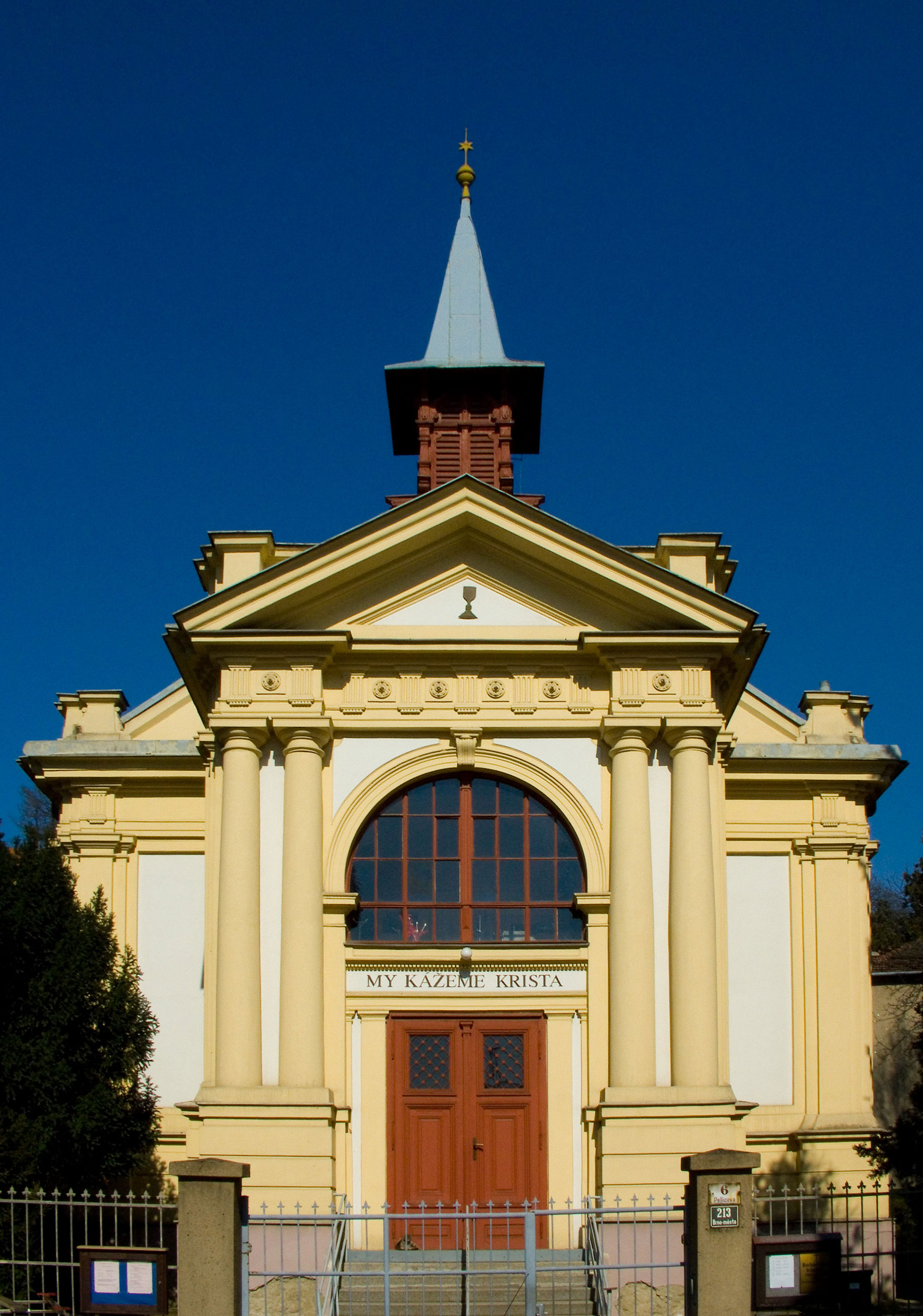
伯利恒教堂
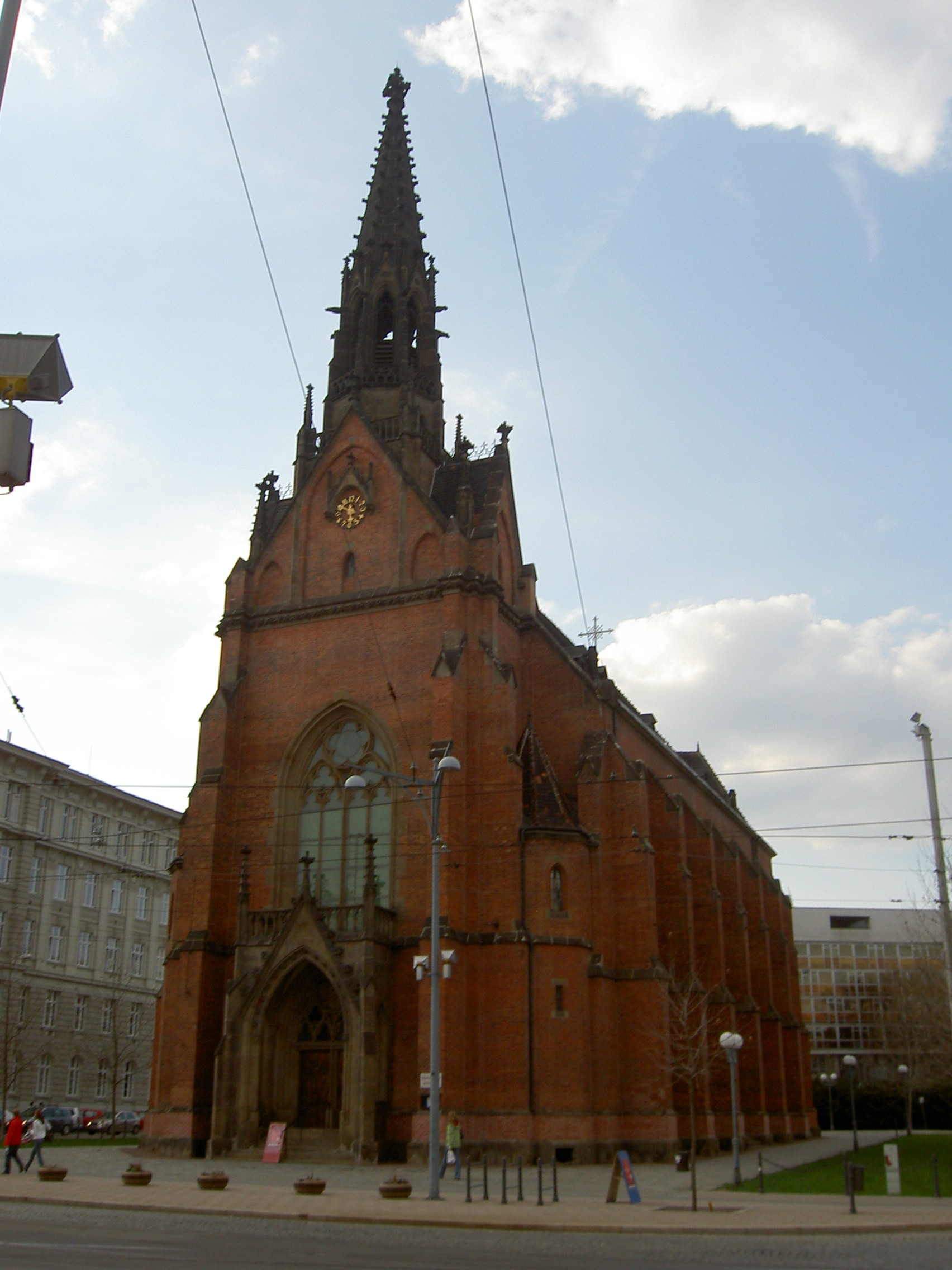
夸美纽斯教堂
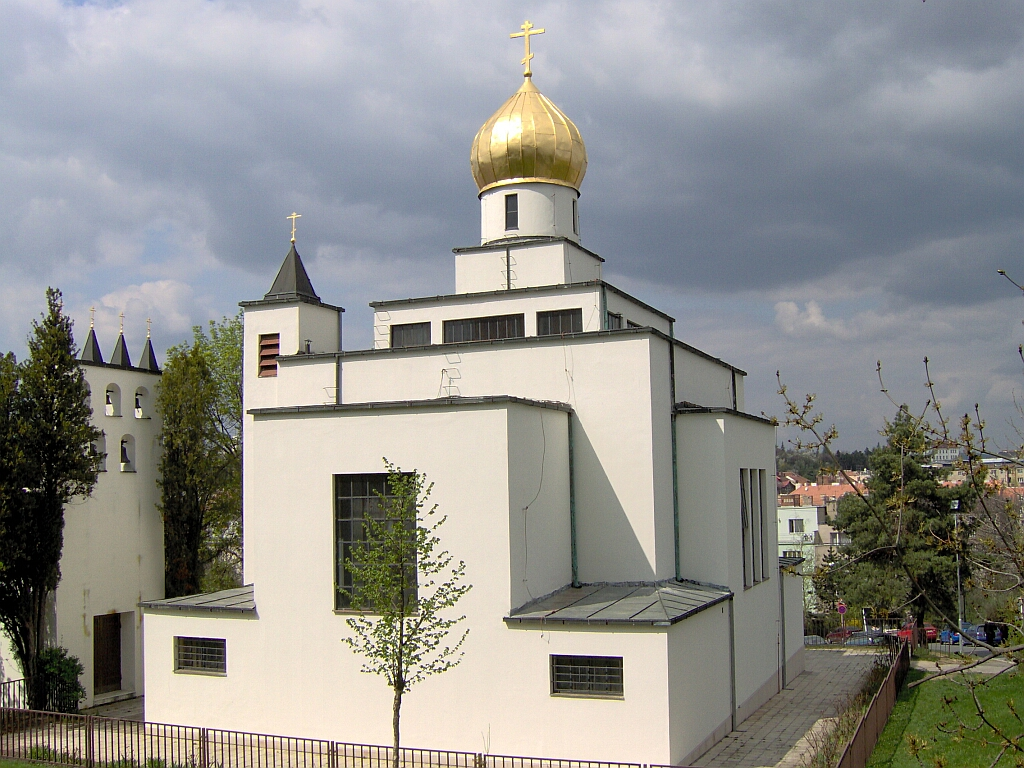
圣瓦茨拉夫东正教教堂